# Ainzón
Ainzón è un comune spagnolo di 1 235 abitanti situato nella comunità autonoma dell'Aragona.